# Miss Bernard said.
Miss Bernard said. (バーナード嬢曰く。?, Bānādo-jō iwaku., lett. "La signorina Bernard dice.") è un manga scritto e disegnato da Yūki Shikawa, serializzato prima online sul sito Dengeki Comic Japan di ASCII Media Works e poi in versione cartacea sul Comic Rex di Ichijinsha. Un adattamento anime, prodotto dallo studio Creators in Pack, è stato trasmesso in Giappone tra il 6 ottobre e il 22 dicembre 2016.

## Personaggi

La protagonista Sawako Machida

Sawako Machida (町田 さわ子?, Machida Sawako)
Doppiata da: Eri Kitamura
Endō (遠藤?)
Doppiato da: Mitsuhiro Ichiki
Sumika Hasegawa (長谷川 スミカ?, Hasegawa Sumika)
Doppiata da: Aya Suzaki
Shiori Kanbayashi (神林 しおり?, Kanbayashi Shiori)
Doppiata da: Mikako Komatsu

## Media

### Manga
Il manga, scritto e disegnato da Yūki Shikawa, dopo essere stato serializzato sul Dengeki Comic Japan di ASCII Media Works dal 22 dicembre 2011 fino alla chiusura del sito avvenuta il 25 dicembre 2012, ha debuttato come special sulla rivista Comic Rex di Ichijinsha il 27 marzo 2013, dove ha ripreso la serializzazione dal 27 novembre dello stesso anno. Il primo volume tankōbon è stato pubblicato il 19 aprile 2013 e al 27 ottobre 2016 ne sono stati messi in vendita in tutto tre.

#### Volumi
| Nº | Data di prima pubblicazione | Data di prima pubblicazione | Data di prima pubblicazione |
| Nº | Giapponese                  | Giapponese                  |                             |
| -- | --------------------------- | --------------------------- | --------------------------- |
| 1  | 19 aprile 2013              | ISBN 978-4-7580-6371-5      |                             |
| 2  | 27 luglio 2015              | ISBN 978-4-7580-6529-0      |                             |
| 3  | 27 ottobre 2016             | ISBN 978-4-7580-6626-6      |                             |

### Anime
Annunciata il 18 giugno 2016 da Dream Creation, la serie televisiva anime, diretta da Hisayoshi Hirasawa presso lo studio Creators in Pack, è andata in onda dal 6 ottobre al 22 dicembre 2016. La sigla di apertura è Love! Library! (らぶ！ライブラリー！?, Rabu! Raiburarī!) del duo Shōjo Fractal (formato da Miya Amamiya e Risa Yuzuki). In Italia e nel resto del mondo, ad eccezione dell'Asia, gli episodi sono stati trasmessi in streaming, in contemporanea col Giappone, da Crunchyroll.

#### Episodi
| Nº | Titolo italiano Giapponese 「Kanji」 - Rōmaji                                                                         | In onda          | In onda |
| Nº | Titolo italiano Giapponese 「Kanji」 - Rōmaji                                                                         | Giapponese       |         |
| 1  | Così ha detto Miss Bernard 「バーナード嬢、曰く」 - Bānādo-jō, iwaku                                                  | 6 ottobre 2016   |         |
| 2  | La biblioteca 「図書室」 - ToshoshitsuCosì ha detto Kanbayashi Shiori 「神林しおり、曰く」 - Kanbayashi Shiori, iwaku | 13 ottobre 2016  |         |
| 3  | Murakami Haruki, SF e altro 「村上春樹とかSFとか」 - Murakami Haruki toka SF toka                                     | 20 ottobre 2016  |         |
| 4  | Cartellini 「POP」 | 27 ottobre 2016  |         |
| 5  | I tre più importanti romanzi del mistero giapponesi 「三大奇書」 - Sandaikisho                                        | 3 novembre 2016  |         |
| 6  | Al riparo dalla pioggia 「雨宿り」 - Amayadori                                                                        | 10 novembre 2016 |         |
| 7  | Le librerie dell'usato 「古本屋」 - Furuhon'ya                                                                        | 17 novembre 2016 |         |
| 8  | L'ultimo teorema di Fermat 「フェルマーの最終定理」 - Ferumā no saishū teiri                                          | 24 novembre 2016 |         |
| 9  | Alla fermata dell'autobus 「バス停」 - Basutei                                                                        | 1º dicembre 2016 |         |
| 10 | Una giornata senza Machida Sawako 「町田さわ子のいない日」 - Machida Sawako no inai hi                                | 8 dicembre 2016  |         |
| 11 | Scambi epistolari 「往復書簡」 - Ōfuku shokan                                                                         | 15 dicembre 2016 |         |
| 12 | Viaggio solitario 「ひとり旅」 - Hitori tabi                                                                          | 22 dicembre 2016 |         |